# Kràsnaia Dubrovka
Kràsnaia Dubrovka (en rus: Красная Дубровка) és un poble de l'óblast de Tula, a Rússia, segons el cens del 2010 tenia 173 habitants.